# Katrin Winkler
Katrin Winkler (ur. 26 sierpnia 1979 w Innsbrucku) – austriacka snowboardzistka. Nie startowała na igrzyskach olimpijskich ani na mistrzostwach świata w snowboardzie. Najlepsze wyniki w Pucharze Świata osiągnęła w sezonie 1998/1999, kiedy to zajęła 40. miejsce w klasyfikacji generalnej.
W 2005 r. zakończyła karierę.

## Sukcesy

### Puchar Świata

#### Miejsca w klasyfikacji generalnej
- 1998/1999 – 40.
- 1999/2000 – 107.
- 2000/2001 – 84.
- 2001/2002 – –
- 2002/2003 – –
- 2003/2004 – –

#### Miejsca na podium
1. Kreischberg – 5 marca 1999 (snowcross) – 3. miejsce